# Dorfkirche Straupitz

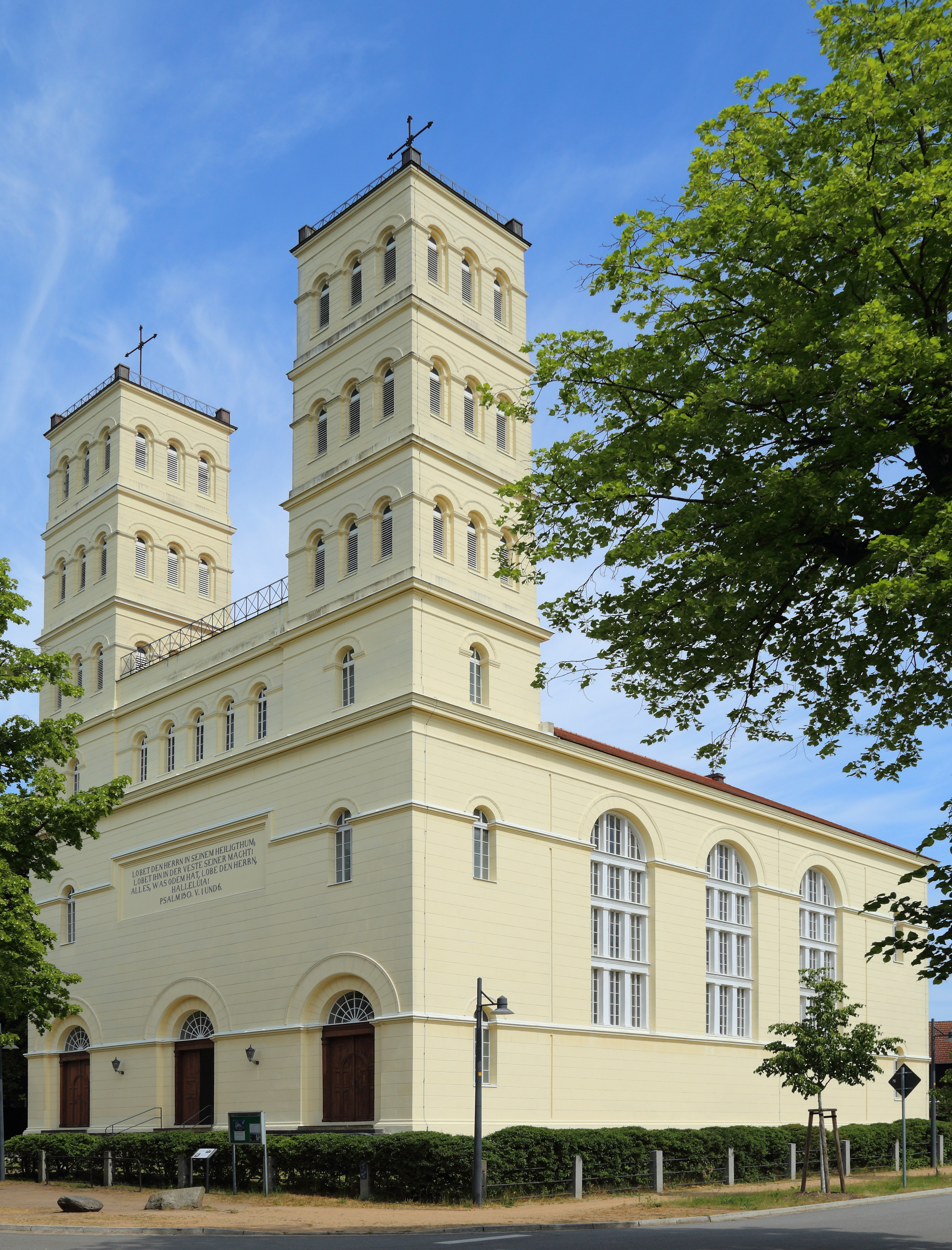
Dorfkirche Straupitz (2015)

Die Dorfkirche Straupitz ist eine evangelische Kirche im Dorf Straupitz am Nordrand des Spreewalds. Sie wurde nach Plänen des preußischen Architekten Karl Friedrich Schinkel erbaut. Daher wird sie auch als „Schinkelkirche“ bezeichnet. Mit ihrer ungewöhnlichen Größe, ihrer auf Fernwirkung angelegten weithin sichtbaren Doppelturmfassade und mit ihrer vollständig erhaltenen ursprünglichen Ausstattung stellt sie ein hochrangiges Baudenkmal von überregionaler Bedeutung dar.

## Geschichte

### Vorgängerbauten
Der älteste heute noch bekannte Vorgängerbau, vermutlich ein Holzgebäude, wurde 1624 bei einem Brand zerstört. Von 1572 bis 1574 war der sorbische Schriftsteller und Theologe Albin Moller Pfarrer an der Straupitzer Kirche.
In den Jahren von 1655 bis 1658 erfolgte ein durch General Christoph von Houwald veranlasster Fachwerk-Neubau mit aufgesetztem Kirchturm. Bedingt durch die Teilung der Kirchengemeinde nach wendischer und deutscher Volkszugehörigkeit hatte diese Kirche zwei Haupteingänge und zwei Eingangshallen. Die deutsche Halle und auch die herrschaftliche Loge befanden sich im Osten. Im Westgiebel befand sich die wendische Halle. Eine solche Trennung ist heute noch in der Wendisch-Deutschen Doppelkirche in Vetschau/Spreewald gegeben. Die Kirche verfügte über drei Bronzeglocken aus den Jahren 1621, 1685 und 1690. Ende des 18. Jahrhunderts wurde das Gebäude baufällig, so dass der Turm entfernt werden musste. Auch erwies sich die Kirche für die gestiegene Zahl der Menschen im auch die Nachbarorte Butzen, Byhlegure, Byhlen, Laasow, Mochow, Mühlendorf und Neu-Byhleguhre umfassenden Kirchspiel als zu klein.

### Planung und Bau

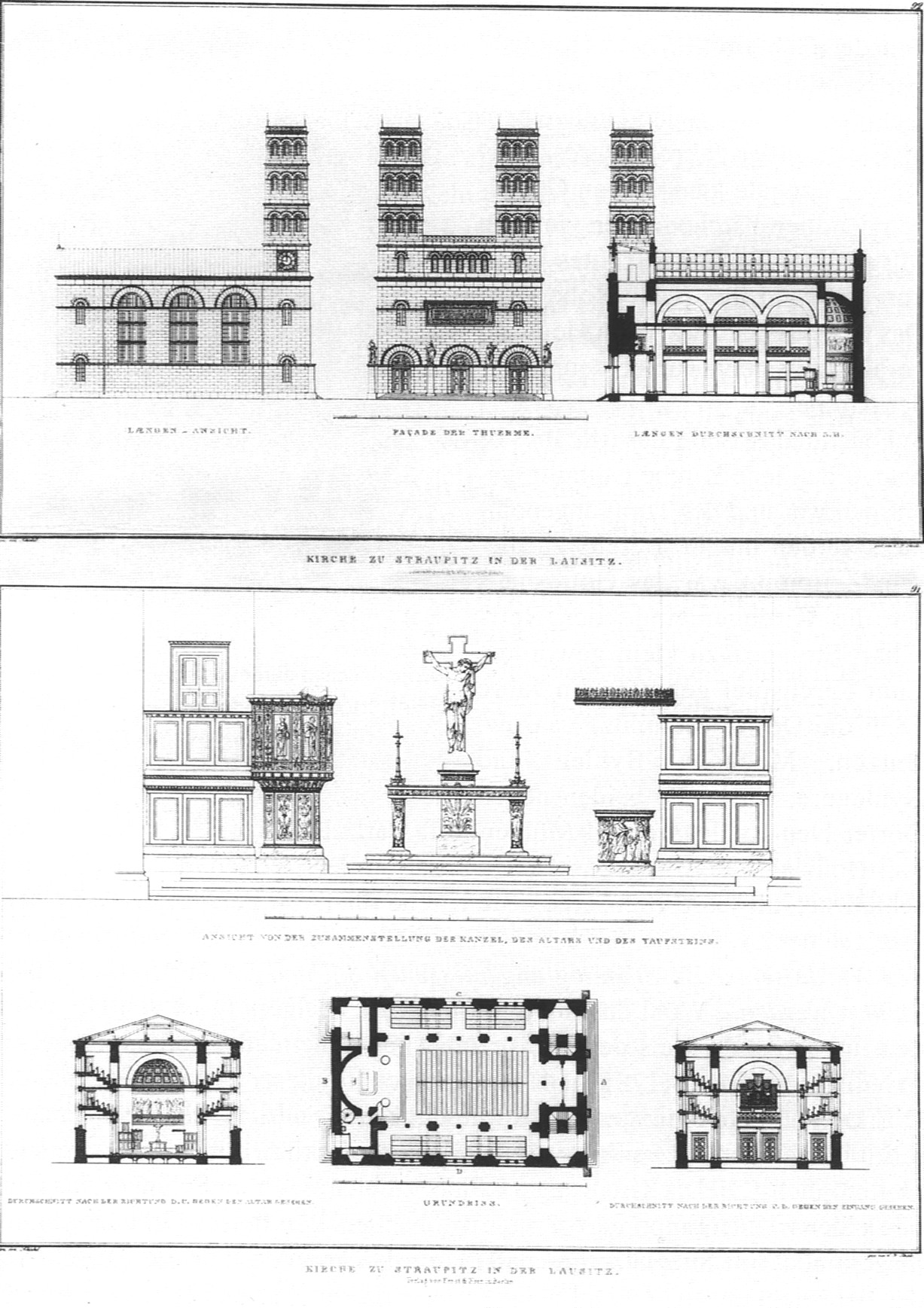
Entwürfe Schinkels

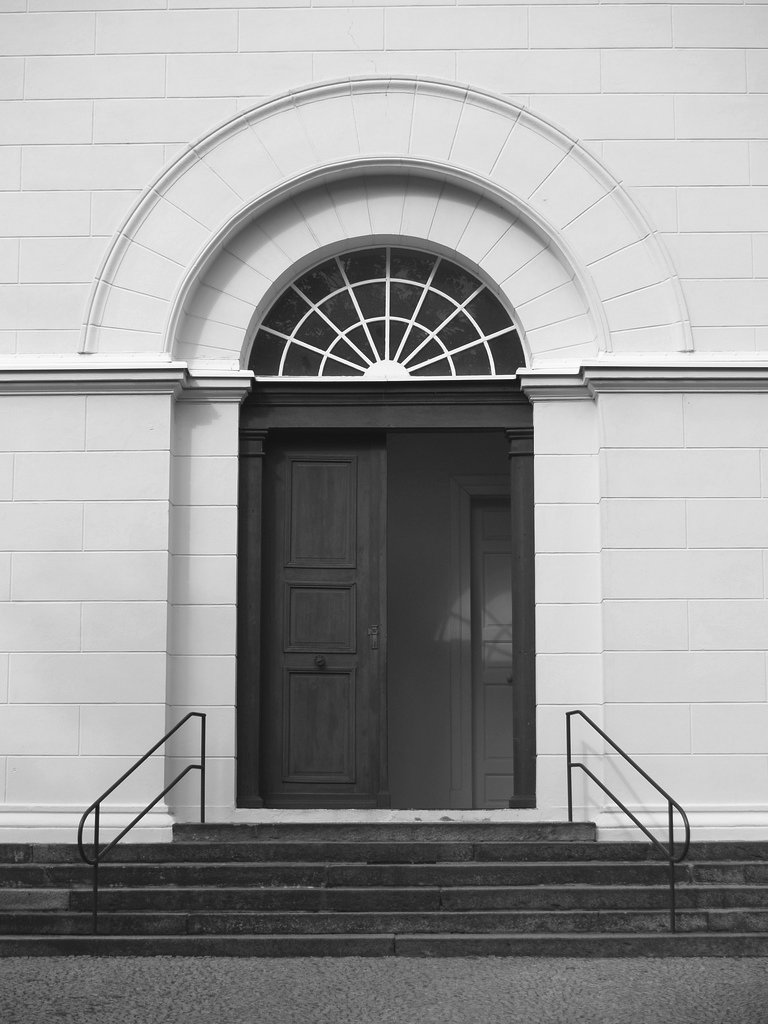
Mittleres Eingangsportal

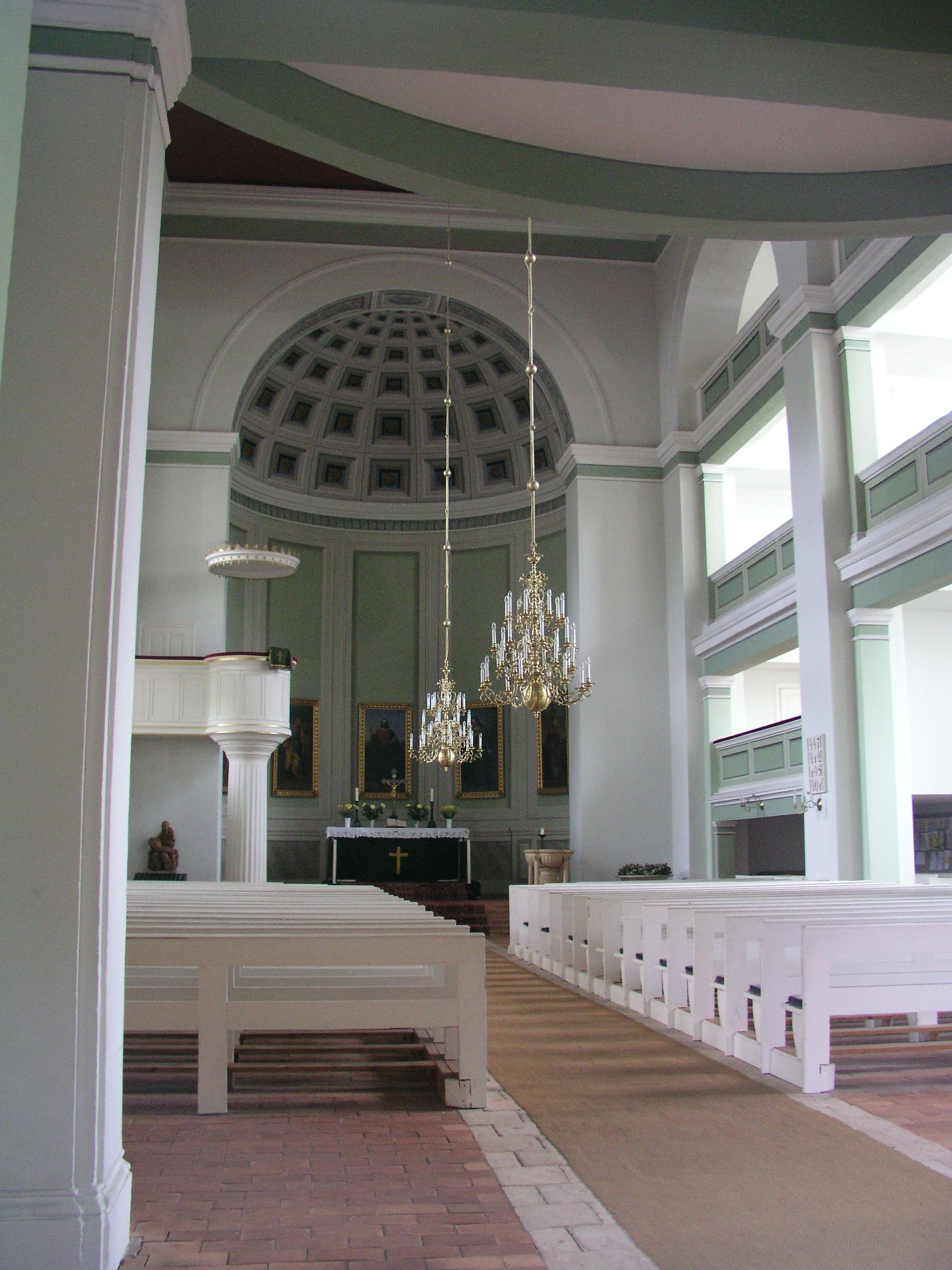
Kirchenhauptschiff
(August 2008)

Im Jahr 1826 beschloss der Patron der Herrschaft Straupitz Carl Heinrich Ferdinand Freiherr von Houwald einen Kirchenneubau. Das neue Gebäude sollte 1700 Menschen Platz geben, einfach und würdevoll ausgeführt werden und viele Jahrhunderte überdauern. Vermutlich durch eine Vermittlung des Dichters Ernst von Houwald, der zum Freundeskreis Schinkels gehörte, konnte der berühmte Architekt Karl Friedrich Schinkel für die Planung gewonnen werden. Im November 1826 übersandte er aus Berlin seinen Entwurf und empfahl für die Bauausführung A. Brix. Im April 1828 wurde das alte Gebäude abgerissen, am 2. Mai erfolgte die Grundsteinlegung für den Neubau. Eine Verwendung der Grundmauern des Vorgängergebäudes erfolgte nicht. Die alte Kirche war nach Osten ausgerichtet, der Neubau in nordöstlicher Richtung. Die Bauleitung übernahm, ebenfalls auf Empfehlung Schinkels, Baukondukteur Reichhard.

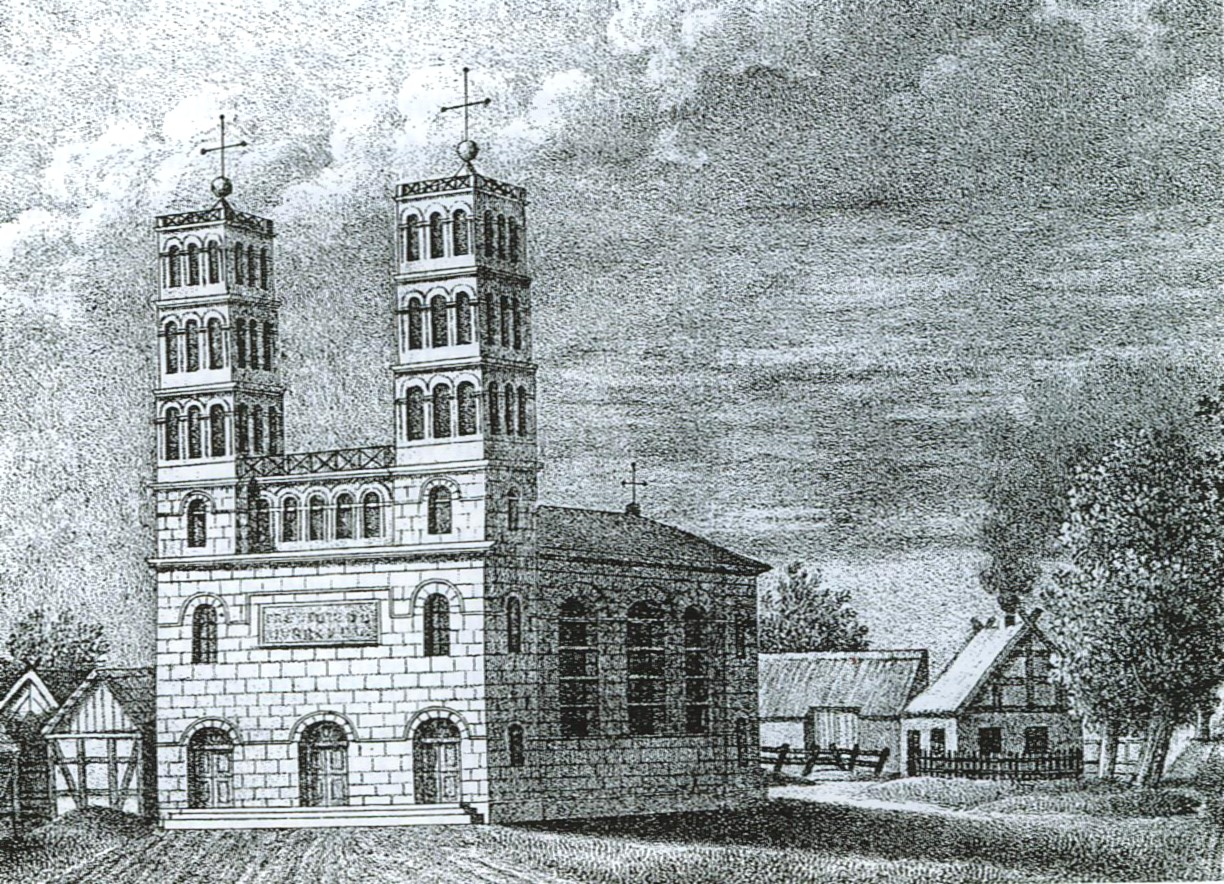
Zeichnung der Kirche um 1832

Für den Bau der Kirche waren 24.000 Taler veranschlagt. Obwohl dies bereits eine deutliche Überschreitung des für Dorfkirchen üblichen Budgets darstellte, erwies sich die Summe als zu knapp. (Nach einer preußischen Staatsorder durften Dorfkirchen nicht mehr als 8.000 Taler kosten.) Schinkel argumentierte gegen die vorgetragenen Einsparungsforderungen, dass Kirchenbauten für mehr als 1.000 Plätze Kosten in Höhe von zumindest 20.000 bis 24.000 Taler umfassen müssten, soweit sie nicht Schuppen oder Scheunen ähnlich werden sollten. Aufgrund der knappen Mittel kam es zu einer schlichten Bauausführung, wobei jedoch die künstlerischen Ansprüche Schinkels gewahrt blieben. Letztendlich kostete der Bau 30.000 Taler. 2.000 Taler stammten hierbei aus einem Zuschuss Friedrich Wilhelm III.
1830 wurde der schwer erkrankte Reichhard von der Bauleitung entbunden. Nachfolger wurde Robeinsky, der vor allem eine schlichte Innenausstattung in den Grundfarben weiß und grau umsetzte. Die Ehefrau des Freiherrn von Houwald stiftete die Verkleidung von Altar, Taufe, Kanzel und auch der Logen.
Das Richtfest wurde im Frühjahr 1831 gefeiert. Im August des Jahres erhielten die beiden Türme ihre eisernen Kreuze. Die Einweihung erfolgte mit einem Festgottesdienst am 5. August 1832.

### Renovierungen
Zum 75. Jahrestag der Kirche im Jahr 1907 erfolgte eine Restaurierung des Altarraums sowie eine neue farbliche Gestaltung durch den Kirchenmaler Robert Sandfort aus Berlin-Charlottenburg. Sandfort brachte am Hauptgesims Spruchbänder an und nutzte statt weiß und grau auch rot und grün.
1932 wurden an der Fassade und den Türmen Ausbesserungsarbeiten durchgeführt. Im Zweiten Weltkrieg erlitt das Gebäude am Dach und im Chor Schäden. Die Decke stürzte 1955 teilweise ein, woraufhin die Kriegsschäden zunächst notdürftig ausgebessert wurden. Im darauffolgenden Jahrzehnt wurden die Beschädigungen an der Raumdecke und dem Dach beseitigt. 1963 restaurierte A. Geisler aus Freital (Sachsen) die Bemalung der Altarapsis. Zugleich wurde der Innenraum farblich neu gestaltet. Soweit bekannt, richtete man sich nach den historischen Ausführungen. Für die Decke kam jedoch, da die historische Gestaltung nicht ermittelt werden konnte, pompejanisches Rot zur Anwendung.
Der zunehmend schlechtere Zustand des Gebäudes machte in den 1990er Jahren, nach dem Ende der DDR, eine generelle Instandsetzung erforderlich. Auch die farbliche Gestaltung des Innenraums lehnte sich wieder an die historischen Vorbilder an. Für das Kirchenschiff kamen grün, rot und weiß zur Anwendung. Der Chorraum wird von goldocker, weiß, grün und blau dominiert. Nach Abschluss der Umbauarbeiten fand am 3. Oktober 1993 ein erneuter Einweihungsgottesdienst statt.

## Architektur

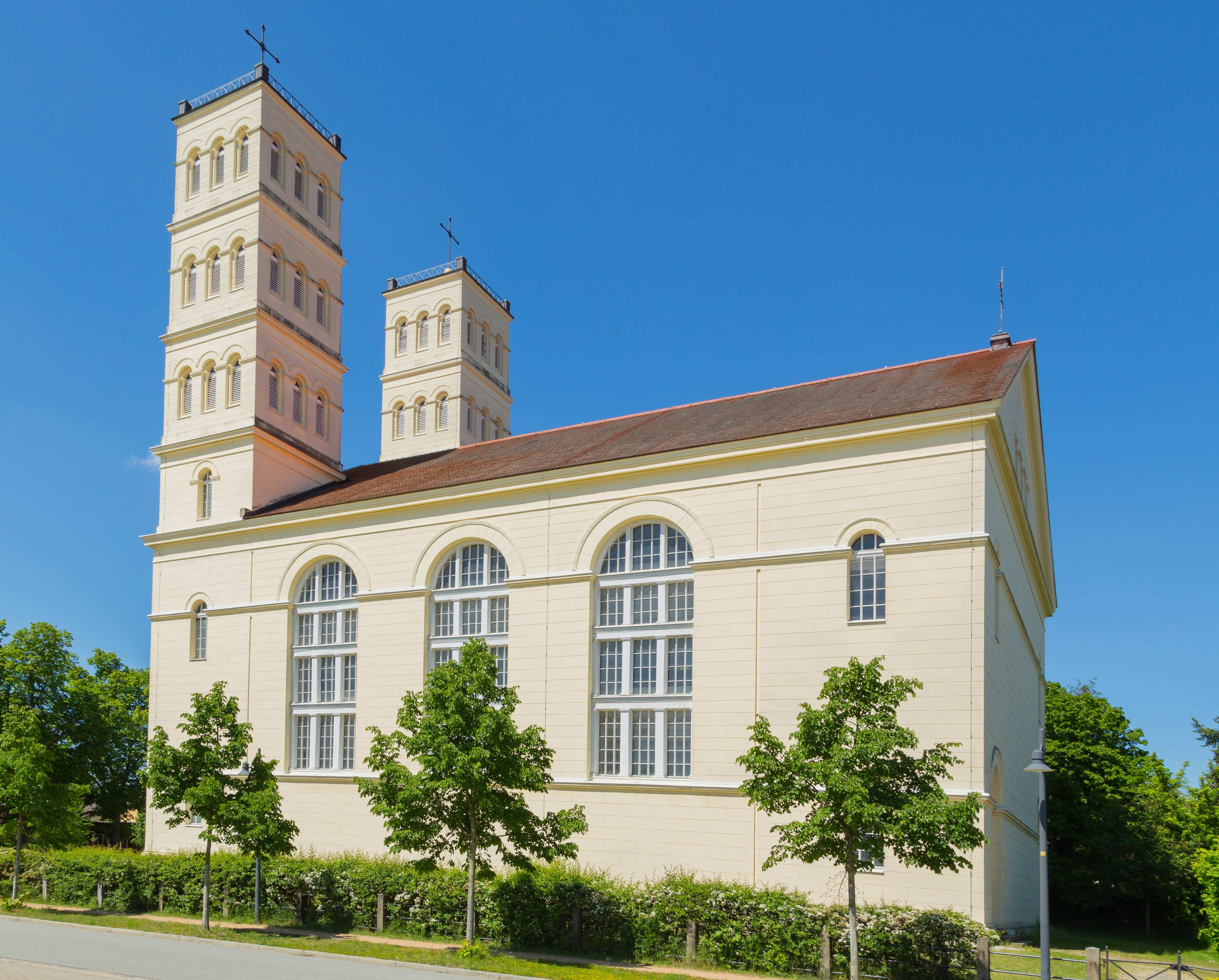
Südansicht (2021)

Die Kirche bildet zusammen mit dem in der Nähe befindlichen Herrenhaus ein Bauensemble. Die Gebäude und eine ursprünglich südwestlich der Kirche befindliche Parkanlage symbolisierten das Zentrum der Herrschaft Straupitz. Die Ausrichtung der Kirche ist durch die Zwecke des Gebäudekomplexes bedingt und weicht von der Ausrichtung der Vorgängerbauten ab.
Der Grundriss der Kirche ist ein langes Rechteck. Der Aufriss folgt dem Typ der Wandpfeilerkirche in deren rundbogige Arkaden an den Seiten zweigeschossig Emporen eingefügt sind. Das Dach ist als flach geneigtes Satteldach gestaltet. An der südwestlichen Seite befinden sich über der Giebelfassade zwei mehrgeschossige Türme. Auf dieser Seite befindet sich auch der Eingang zur Kirche. Eine über die gesamte Breite der Kirche verlaufende Freitreppe führt dort auf drei Rundbogenportale zu. Über dem mittleren Durchgang ist als Inschrift der Schriftzug LOBET DEN HERRN IN SEINEM HEILIGTHUM; LOBET IHN IN DER VESTE SEINER MACHT! ALLES, WAS ODEM HAT; LOBE DEN HERRN; HALLELUIA! PSALM 150. V. 1. UND 6.
Um den Bau herum ziehen sich, als horizontales Gegengewicht zu den vertikalen Elementen, zwei Kämpfergesimse und ein Kranzgesims. Die Fassade einschließlich der Turmabschlüsse ist orthogonal gestaltet. Um dieses System an der Eingangsseite nicht durch die Dachschrägen zu stören, wurde das eigentlich zwischen den Türmen befindliche Giebeldreieck durch eine oben horizontal abschließende Attika verdeckt.
Die Kirche, ein frühes Beispiel für den Rundbogenstil, gehört zu den bedeutenderen Bauideen Schinkels. Etwa zur gleichen Zeit realisierte er die in neugotischen Formen errichtete Friedrichswerdersche Kirche in Berlin. Beide Bauten sind durch eine Doppelturmfassade ausgezeichnet, was hier für eine Dorfkirche allerdings ungewöhnlich ist.

## Ausstattung
In der halbrunden Apsis hängen fünf Bilder der Maler Johann Karl Ulrich Bähr und Friedrich Matthäi, die in den 1830er und 1840er Jahren entstanden.

### Orgel

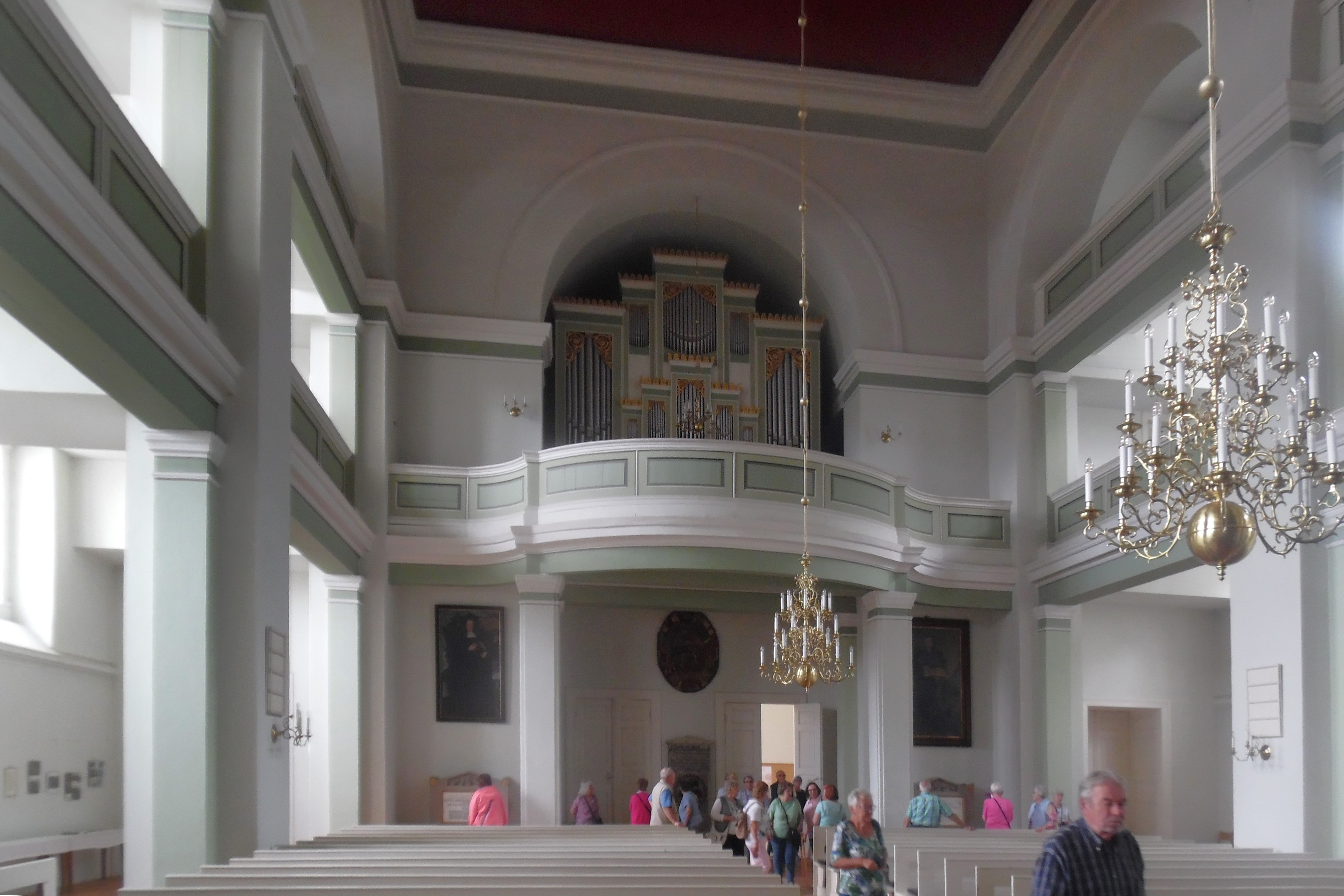
Blick zur Orgelempore

Die Orgel auf der Westempore wurde 1832 von Friedrich Leopold Morgenstern erbaut. Sie wurde 1853/54 durch Ludwig Hartig erweitert und umgebaut sowie 1892 von der Firma Sauer erneut umgebaut. Zwischen 1991 und 1993 erfolgte eine Restaurierung durch die Orgelwerkstatt Christian Scheffler (Sieversdorf). Das mechanische Instrument hat 25 Register.
| I. Manual C–d3 |                     |       |
| 1.             | Bordun              | 16′   |
| 2.             | Principal           | 8′    |
| 3.             | Gambe               | 8′    |
| 4.             | Hohlflöte           | 8′    |
| 5.             | Gedackt             | 8′    |
| 6.             | Octave              | 4′    |
| 7.             | Doppelflöte         | 4′    |
| 8.             | Quinte              | 2 ⁄3′ |
| 9.             | Superoctave         | 2′    |
| 10.            | Cornett III (ab c1) |       |
| 11.            | Mixtur IV           |       |
| 12.            | Trompete            | 8′    |
|                | Tremulant           |       |

| II. Manual C–d3 |                |    |
| 13.             | Flauto amabile | 8′ |
| 14.             | Salicet        | 8′ |
| 15.             | Waldflöte      | 8′ |
| 16.             | Principal      | 4′ |
| 17.             | Spitzflöte     | 4′ |
| 18.             | Octave         | 2′ |

| Pedal C–c1 |               |     |
| 19.        | Principalbass | 16′ |
| 20.        | Subbass       | 16′ |
| 21.        | Octavbass     | 8′  |
| 22.        | Violonbass    | 8′  |
| 23.        | Nachthorn     | 4′  |
| 24.        | Posaune       | 16′ |

- Koppeln: II/I, I/P

## Geistliche
- Gustav Hofmeier (1826–1893), Pastor von 1857 bis 1863, nach einem Streit um die Einführung der Gemeindeordnung 1863 wegen Verweigerung des Gehorsams entlassen[5]